# Anastasija Bajandina
Anastasija Aleksandrovna Bajandina (in russo Анастасия Александровна Баяндина?; Mosca, 1º novembre 1996) è una sincronetta russa naturalizzata francese due volte campionessa del mondo con la squadra della Russia.
È sorella gemella di Dar'ja Bajandina, anche lei campionessa internazionale di nuoto sincronizzato.

## Carriera
A livello giovanile Anastasija Bajandina si è laureata campionessa mondiale nel duo, gareggiando insieme alla sorella Dar'ja, durante i campionati di Helsinki 2014, oltre a vincere un altro oro nella gara a squadre e una medaglia d'argento nel libero combinato.
Approdata in Nazionale maggiore, vince con la Russia due titoli mondiali ai campionati di Budapest 2017 partecipando ai programmi tecnico e libero della gara a squadre. In seguito, in occasione dei campionati europei di Glasgow 2018, vince anche i suoi primi titoli continentali.

## Palmarès
- Mondiali di nuoto

Budapest 2017: oro nella gara a squadre (programma tecnico e libero).
- Europei di nuoto

Glasgow 2018: oro nella gara a squadre (programma tecnico e libero).
Funchal 2025: bronzo nel duo tecnico
- Giochi europei

Cracovia 2023: bronzo nella gara a squadre programma tecnico e oro nella routine acrobatica
- Mondiali giovanili

Helsinki 2014: oro nel duo e nella gara a squadre, argento nel libero combinato.

### Coppa del Mondo
- 8 podi:
  - 3 secondi posti (2 nel duo e 1 nella gara a squadre)
  - 5 terzi posti (4 nella gara a squadre e 1 nel duo)